# Vicaris (bier)
Vicaris is een Belgisch biermerk dat een aantal bieren van hoge gisting omvat. Daarnaast worden er onder dezelfde naam ook non-alcoholische bieren verkocht. 
Het bier wordt sinds 2011 gebrouwen in Brouwerij Dilewyns te Dendermonde. "Vicaris Tripel" werd vanaf 2005 in opdracht gebrouwen bij De Proefbrouwerij te  Hijfte. Daarna volgde "Vicaris Generaal" en Vicardin. Vanaf 2009 werd "Vicaris Kerst" gebrouwen waarvan de naam in 2011 wijzigde in "Vicaris Winter". Ter gelegenheid van de officiële opening van de brouwerij in mei 2011 werd "Vicaris 5" gebrouwen. Omdat er later nog veel vraag naar dit bier was, werd dit bier vanaf 2012 op de markt gebracht onder de naam "Vicaris Quinto". In mei 2012 werd "Vicaris Tripel-Gueuze" gelanceerd, de opvolger van Vicardin. Voor dit bier werd "Vicaris Tripel" gemengd met lambiek van brouwerij Boon.
Nadien volgden nog de Vicaris Lino, een bier gebrouwen met vlas uit de eigen streek, en de non-alcoholische bieren NANO (blond) en ROSSO (kriekbier). 

## Varianten
- Vicaris Tripel, goudblond bier met een alcoholpercentage van 8,5%
- Vicaris Generaal, roodbruin bier met een alcoholpercentage van 8,5%
- Vicaris Winter, donkerbruin bier (quadrupel) met een alcoholpercentage van 10%
- Vicaris Quinto, stroblond bier met een alcoholpercentage van 5%
- Vicaris Tripel-Gueuze, blond bier met een alcoholpercentage van 7% (blend van Vicaris tripel en lambiek van brouwerij Boon)
- Vicaris Lino, blond bier met een alcoholpercentage van 6,5%. Gebrouwen met vlaszaad.
- Vicaris NANO, alcoholvrij blond bier (0,3%).
- Vicaris ROSSO, alcoholvrij kriekbier (0,28%).